# José Delgado
Pour les articles homonymes, voir Delgado.
José Delgado (né José Manuel Rodríguez Delgado), né le 8 août 1915 à Ronda et mort le 15 septembre 2011 à San Diego, est un neurophysiologiste, pionnier dans la technologie des implants cérébraux.

## Travaux
Il étudie la médecine à Madrid où il sera professeur associé de physiologie. Il rejoint l'université Yale en 1950 dans le laboratoire de John Farquhar Fulton qui travaillait alors sur la lobotomie. Il y expérimente chez l'animal, puis chez l'homme, la stimulation électrique du cerveau, ou E.S.B. (Electrical Stimulation of Brain), ainsi que la lecture de certains signaux cérébraux. La stimulation et la lecture des signaux sont faites grâce à des électrodes implantées dans certaines parties du cerveau, pour constituer des implants cérébraux. Dans un premier temps, les électrodes sont reliées par un fil à un circuit électrique externe, puis, en raison de problèmes d'hygiène et de déplacement, il met au point un système radiocommandé : le « stimoceiver ». Il écrit en 1952 son premier article sur le sujet. Delgado affirma que « le transmetteur peut rester dans la tête d'une personne durant toute sa vie. L'énergie pour le faire fonctionner est transmise par les ondes radio », il faisait peut-être référence à une batterie rechargeable par induction électromagnétique. 
En stimulant ainsi différents sites du cerveau, il parvient à plusieurs effets, sur la motricité, sur les émotions et l'humeur, et sur d'autres points. 

### Motricité
Delgado pouvait contrôler des animaux comme des « jouets électriques », en pressant différents boutons, il pouvait ainsi faire ouvrir et fermer les yeux à un singe, lui faire tourner la tête, bouger la langue et les lèvres, provoquer un grognement, le faire éternuer, bailler, augmenter ou diminuer fortement la quantité de nourriture consommée, faire tomber en sommeil profond ou maintenir éveillé, modifier le rythme cardiaque, il pouvait également forcer un chat à se lécher y compris durant son sommeil et le forcer à lever une patte,. Avec des stimulations dans l'hypothalamus, il pouvait contrôler la dilatation des pupilles « aussi facilement qu'un objectif d'appareil photo »,.
Delgado fit également des expériences sur des humains, et réussit à forcer quelqu'un à plier les doigts, le signal électrique envoyé dans le cerveau étant supérieur à la volonté du patient (cobaye) de garder les doigts tendus,.

### Émotions et humeur
En stimulant différentes régions du système limbique, il pouvait provoquer de la peur, de la très forte nervosité, de la convoitise, de l'hilarité, du bavardage, et d'autres réactions. En stimulant la région limbique appelée septum il pouvait provoquer de l'euphorie, dans certains cas suffisamment forte pour contrer une dépression ou une douleur physique. D'après Delgado dans une publication, la stimulation de différents points de l'amygdale et de l'hippocampe pouvait provoquer des sensations agréables, de l'exaltation, un état de réflexion, de la concentration, des sentiments bizarres, une forte relaxation, des visions colorées, et autres réactions. 
Chez un chimpanzé équipé d'un stimoceiver et de 100 électrodes, il parvint en quelques jours à réduire de 99 % la fréquence de signaux cérébraux, de type « spindle » (fuseaux), spontanément émis par l'amygdale, en stimulant la substance grise périaqueducale pour provoquer une réaction d'aversion à chaque fois que le stimoceiver détectait un spindle amygdalien. Durant cette expérience, le chimpanzé s'est montré plus calme, moins attentif, moins motivé, et son appétit diminua,.

### Autres
Delgado disait également pouvoir inspirer un mot dans les pensées et provoquer des hallucinations auditives comme l'écoute d'un morceau de musique du début jusqu'à la fin. Il affirma: « Nous sommes seulement au début de notre compréhension de la stimulation électrique du cerveau, mais nous savons qu'elle peut retarder un battement cardiaque, bouger un doigt, inspirer un mot dans la mémoire [les pensées], et provoquer des sensations ». Il put également provoquer la remémoration d'évènements oubliés depuis longtemps.

## Controverses et incompréhension
En 1963, dans un ranch à Cordoue, en Espagne, Delgado fit une démonstration spectaculaire durant laquelle il parvint à stopper l'élan d'un taureau en stimulant son noyau caudé, grâce à un transmetteur radio qu'il tenait dans la main. Il contrôlait également chaque action de l'animal. 
Parmi ses expériences sur des êtres humains, on peut citer une jeune femme épileptique de 21 ans qui jouait calmement de la guitare et qu'il fit violemment enrager grâce au stimoceiver qu'il lui avait implanté, au point qu'elle casse la guitare contre le mur, manquant de peu la tête d'un chercheur scientifique. On peut également citer le cas d'une patiente de 30 ans qui, lorsqu'elle était stimulée à un point particulier du lobe temporal, avouait au thérapeute son intérêt pour lui et lui embrassait les mains, lorsque la stimulation était terminée, elle redevenait aussi distante que d'habitude.
Les recherches de Delgado étaient financées non seulement par des organisations civiles, mais aussi par des organisations militaires, comme le Bureau des recherches navales. Il a cependant toujours réfuté avec véhémence avoir travaillé avec la CIA, et se disait « pacifiste ».
Enthousiaste sur sa technique, il a souvent minimisé les risques de dérive de cette dernière, même s'il en reconnaît le caractère imparfait. Cependant, en 1966, Delgado affirma que ses travaux « amènent à la conclusion déplaisante que les mouvements, les émotions, et l'humeur, peuvent être contrôlés par des signaux électriques et que les humains peuvent être contrôlés comme des robots en appuyant sur des boutons ». En 1969, il parle de dérive orwellienne de ses travaux qui pourraient servir à réduire en esclavage des êtres humains. En 1970, un article du New York Times décrit certains de ses travaux et découvertes.

Il se fait vivement critiquer dans les années 1970. Il fut d'abord pris dans un scandale provoqué par deux scientifiques avec qui il avait brièvement collaboré et qui ont suggéré que la chirurgie et la stimulation électrique du cerveau pourraient « réprimer les tendances violentes des Noirs faisant des émeutes » . Il fut ensuite critiqué par des médecins opposés aux implants cérébraux, comme Peter Breggin, qui, en 1972, accusa Delgado, certains de ses collaborateurs, et les partisans de la lobotomie, d'essayer de créer une société où tous ceux qui dévient de la norme seront chirurgicalement mutilés. En 1973, Elliot Valenstein, dans son livre "Brain Control", a présenté une critique des travaux de Delgado sur les implants cérébraux, soutenant que les résultats de la stimulation électrique sont moins précis et avec moins de bénéfice thérapeutique que les solutions les plus généralement proposées. De plus, certaines personnes ont prétendu que Delgado leur avait secrètement implanté un stimoceiver, l'une d'elles engagea des poursuites judiciaires, demandant 1 million de dollars, contre Delgado et l'université Yale.
Vers 1973, il fut invité par Villar Palasi, ministre du dictateur espagnol Franco, pour aider à organiser une nouvelle école de médecine à l'université autonome de Madrid. Delgado précise qu'il n'y eut avec le ministre aucun problème concernant la controverse au sujet de ses travaux sur les implants cérébraux, l'offre faite par le ministre était « trop intéressante pour être refusée », Delgado demanda « Pourrais-je avoir les mêmes avantages qu'à Yale ? » et le ministre répondit « Oh, non, vous aurez bien mieux ».
En 1974, il retourne donc en Espagne. À Madrid, il teste des casques transmettant des impulsions électromagnétiques au cerveau. Par la suite, son influence diminue notablement dans le milieu de la recherche et les expériences de stimulation cérébrale par électrodes sont progressivement abandonnées. Cependant, ses travaux sur les implants cérébraux furent à nouveau l'objet d'attention vers le milieu des années 1980, un article du magazine Omni et des documentaires de la BBC et CNN, citent ses travaux comme une évidence que les États-Unis et l'Union soviétique pourraient avoir développé en secret des méthodes de contrôle des pensées. Delgado arrête toute recherche au début des années 1990.

## Portée de ses travaux
Dans les années 1960, les travaux de Delgado eurent une portée internationale et amenèrent beaucoup d'autres scientifiques à faire des expériences similaires,. Quelques mois après la publication Delgado-Roberts-Miller, James Olds, de l'université canadienne McGill, implanta des rats et découvrit une zone du cerveau associée au plaisir, les rats étant plus motivés pour appuyer sur un bouton provoquant une stimulation, que pour aller manger et boire. Il y eut également d'autres études faites sur des humains, comme en Norvège, où des patients atteints de la maladie de Parkinson ou déclarés schizophrènes furent implantés. Durant une étude, un patient atteint de narcolepsie reçut un appareil pour stimuler lui-même certaines zones de son cerveau, il appuyait fréquemment sur un bouton qui lui provoquait un plaisir similaire à un orgasme sexuel.
Comme précisé dans l'article du New York Times, Delgado fut probablement l'un des premiers à imaginer un système électronique pour traiter automatiquement certains problèmes cérébraux, comme la maladie de Parkinson et les crises d'épilepsie, en implantant un stimulateur cérébral, ou "pacemaker cérébral", qui détecte à l'avance les crises et envoie des signaux électriques dans certains endroits du cerveau afin de les empêcher.

## Œuvres et publications
- (en) Evolution of physical control of the brain, American Museum of Natural History (New York), 1965.
- (en) Emotions, W.C. Brown (Duke, Iowa), 1969.
- (en) Physical control of the mind: toward a psychocivilized society, Harper & Row (New York),1969 [1ère édition], Texte intégral, traduction en français : Le Conditionnement du cerveau et la liberté de l'esprit, Ch. Dessart (Bruxelles), 1972.